# Salvatore Lima
Pour les articles homonymes, voir Lima (homonymie).
Salvatore Lima, ou Salvo Lima (né le 23 janvier 1928 à Palerme et mort le 12 mars 1992 dans la même ville) est un homme politique italien.
Membre de Démocratie chrétienne, puissant représentant en Sicile du courant d'Andreotti, il est maire de Palerme de 1958 à 1963, député à la Chambre de 1966 à 1979 et membre de plusieurs gouvernements comme sous-secrétaire d'État, avant de siéger au Parlement européen de 1979 à sa mort. Connu pour ses accointances avec la Mafia, il est assassiné par Cosa nostra.

## Biographie
Le père de Salvo Lima était un mafioso, mais on ne sait pas si lui-même était un « homme d’honneur » de Cosa Nostra. Dans le rapport final de la première commission antimafia italienne (1963-1976), Lima est décrit comme l’un des piliers du pouvoir de la Mafia à Palerme. 
Durant sa longue carrière au sein du parti Démocratie chrétienne (DC), qui a démarré dans les années 1950, Lima s’est d’abord rapproché du courant de l’aile gauche d’Amintore Fanfani. Avec ses jeunes camarades de courant, Giovanni Gioia et Vito Ciancimino, il prend le pouvoir sur la DC sicilienne, signant la fin de carrière de Salvatore Aldisio, Giuseppe Alessi et Franco Restivo et Bernardo Mattarella.
Après 1964, il s’est rangé aux côtés du courant de l’aile droite de Giulio Andreotti, sept fois Président du Conseil des ministres entre 1972 et 1992, et membre du gouvernement dans presque tous les gouvernements italiens de l’après-guerre jusqu’au début des années 1990. Ce changement d’allégeance lui a permis d’obtenir un siège à la Chambre des députés en 1968.
Lima a souvent été qualifié de « proconsul » d'Andreotti en Sicile. Au moment de sa mort, Lima était député européen. Il parlait rarement en public et faisait peu campagne lors des élections, mais il parvenait à rallier un large soutien, venant apparemment de nulle part, le jour du scrutin.

### Maire de Palerme
Lima échoue à entrer au conseil municipal de Palerme lors des élections de 1952 en ne réunissant sur son nom que 1223 votes préférentiels. Élu en 1956, il est aussitôt appelé comme adjoint par Luciano Maugeri alors qu'il n'a que 27 ans. Il accède au poste de maire, d'abord par intérim puis de plein droit, devenant à 24 ans, le deuxième plus jeune maire de Palerme, après le marquis Antonio Di Rudinì.  
De 1958 à 1963, Salvo Lima était le maire de Palerme, et son confrère démocrate-chrétien Vito Ciancimino le responsable municipal des travaux publics. De 1951 à 1961, la population de Palerme a augmenté de 100 000 habitants. Sous Lima et Ciancimino, une expansion immobilière sans précédent a touché la ville, favorisant des entrepreneurs liés à la Mafia, tels que Francesco Vassallo, ancien transporteur de matériaux de construction issu d’un quartier pauvre, lié à Angelo La Barbera et Tommaso Buscetta. En cinq ans, plus de 4 000 permis de construire ont été délivrés, dont plus de la moitié ont été accordés à trois prête-noms, des retraités sans aucun lien réel avec l’industrie du bâtiment. 
Cette période a plus tard été nommée « le Sac de Palerme », car ces constructions ont causé la destruction d’une grande partie du patrimoine architectural et paysager de la ville, notamment la ceinture verte de la Conca d'Oro (des vergers d’orangers et de citronniers), et de belles villas, pour bâtir des immeubles inesthétiques et mal construits. Pendant ce temps, rien n’était fait pour empêcher la dégradation du centre historique de Palerme. En 1964, au cours d’une enquête, Lima a admis qu’il connaissait Angelo La Barbera, l’un des plus puissants mafiosi de Palerme. L’élection de Lima était soutenue par le clan de La Barbera. 
Après quatre ans à la tête de Palerme, Salvo Lima devient l'un des hommes forts de la DC palermitaine avec son mentor Giovanni Gioia, poids renforcé par son élection, en janvier 1963, au poste de secrétaire provincial de la DC et sa nomination contestée au poste de commissaire de l'Ente per la Riforma Agraria in Sicilia. Il laisse alors les rênes à deux de ses proches, Francesco Saverio Di Liberto puis Paolo Bevilacqua, qui ne parviennent pas à intégrer le PSI à la junte municipale.  
Lors de l'élection municipale de novembre 1964, Lima et Gioia font campagne sous le slogan « Palerme est belle, rendons-la plus belle » et la DC domine largement le scrutin en obtenant 37 sièges sur 80, contre 5 au PSI et au PSDI et 4 au PRI. Le PCI occupe 11 sièges. Salvo Lima orchestre l'entrée du PSI dans la junte qu'il dirige à partir de janvier 1965, en leur accordant la responsabilité de la réhabilitation des quatre quartiers tout en laissant la construction privée et les travaux publics aux mains de la DC. Rapidement toutefois, des conflits opposent démocrates-chrétiens et socialistes à propos de l'urbanisme et Lima démissionne le 9 juillet 1966 en s'assurant de placer à nouveau le fidèle Paolo Bevilacqua comme premier magistrat de la ville.  
Lima a accordé une concession informelle exceptionnellement lucrative permettant à Ignazio et Antonino Salvo, deux cousins mafieux de la province de Trapani, de collecter des taxes en Sicile, en échange de leur loyauté envers Lima et le courant d'Andreotti dans le parti DC. Les cousins Salvo étaient ainsi autorisés à prélever un pourcentage de 10 %, au lieu des 3,3 % du racket habituel.
Son frère a cette époque dirige l’hôpital public de Palerme.

### Les connexions initiales avec la Mafia
Selon le pentito (repenti de la Mafia) Tommaso Buscetta, le père de Lima, Vicenzo Lima, était un « homme d’honneur » du clan mafieux du centre de Palerme dirigé par Salvatore et Angelo La Barbera et dont faisait partie la famille de Tommaso Buscetta. Les frères La Barbera ont aidé Salvo Lima à être élu. Buscetta lui-même a rencontré Salvo Lima de nombreuses fois, et ils sont devenus amis. Chaque année, Lima offrait à Buscetta des billets pour le Teatro Massimo de Palerme. 
Buscetta n’a révélé ces faits sur les relations entre politiciens et mafiosi qu’après l’assassinat du juge Giovanni Falcone en 1992. Cependant, en 1964, l’un des prédécesseurs de Falcone, le juge Cesare Terranova, a démontré sans équivoque les relations entre Salvo Lima et les La Barbera. Dans un acte d’accusation de 1964, Terranova a écrit : « Il est clair qu’Angelo et Salvatore La Barbera (chefs bien connus du secteur de Palerme) connaissaient l’ancien maire Salvatore Lima et ont maintenu des relations de façon à pouvoir demander des faveurs. Les contacts indéniables des mafiosi de La Barbera avec celui qui était le premier citoyen de Palerme constituent une confirmation de l’infiltration de la Mafia dans plusieurs secteurs de la vie publique. » Néanmoins, Lima a pu poursuivre sa carrière politique comme si de rien n’était.

### L’alliance avec Andreotti
En 1968, Lima a été élu à la Chambre des députés, avec le soutien d'Andreotti, surpassant ainsi soudainement des politiciens bien établis en Sicile, comme son ancien camarade Giovanni Gioia qui le vit comme une trahison. L’alliance entre Lima et Andreotti a été bénéfique pour chacun. Bien qu'Andreotti contrôlât une importante base électorale dans les environs de Rome, son courant était peu relayé dans le reste de l’Italie. Avec Lima, qui a contrôlé jusqu’à 25 % des mandats des membres de DC en Sicile, le courant d'Andreotti a pu devenir une vraie force politique nationale. Alors qu'Andreotti avait déjà été un ministre important avant cette alliance, il est dès lors devenu l’un des hommes politiques les plus puissants en Italie. Andreotti est devenu Président du conseil pour la première fois en 1972. En 1974, Lima a été nommé sous-secrétaire au Budget. 
En 1979, Lima a été élu au Parlement européen sous le slogan « Un ami à Strasbourg » avec plus de 300 000 voix de préférences.
En 1981, les Palermitains ont été témoins du déclenchement d’une sanglante guerre mafieuse. Un nouveau clan dans la Mafia, mené par Salvatore « Toto » Riina, de Corleone, a tué et remplacé les chefs traditionnels de Palerme et leurs associés. Les Corleonesi se sont aussi retournés contre les représentants de l’État et les politiciens opposés à la Mafia. Ils ont ainsi assassiné le sénateur communiste Pio La Torre, le général des carabinieri Carlo Alberto Dalla Chiesa (nommé préfet de Palerme) et Rocco Chinnici, procureur général à Palerme. 
La désapprobation grandissante dans l’opinion publique a poussé les chrétiens-démocrates à faire le ménage en Sicile. La nouvelle direction sicilienne autour de Sergio Mattarella, Calogero Mannino et Rosario Nicoletti, affaiblit l'influence de Lima. Le maire de Palerme, un des protégés de Lima, a été forcé de démissionner. Le courant andréottien en Sicile était sur la défensive. Lors du Maxi-Procès contre la Mafia au milieu des années 1980, deux des plus proches alliés de Lima, les cousins Nino et Ignazio Salvo, ont été condamnés pour association mafieuse. Durant cette période, quand Lima était en Sicile, il se déplaçait dans une voiture blindée prêtée par les Salvo. Lima lui-même, par contre, n’a jamais été la cible d’une enquête criminelle, à cause des réticences à la fois des témoins et des procureurs. 
Tommaso Buscetta, dont le témoignage pendant le Maxi-Procès avait permis de condamner de nombreux chefs mafieux, refusait de parler des relations entre Cosa Nostra et les hommes politiques. Il a dit à Giovanni Falcone, l’un des juges du Maxi-Procès : « Je vous ai répété plusieurs fois que je ne l’évoquerai que quand et si c’est le bon moment. Ce serait une folie de parler de ce sujet, qui est le point crucial du problème de la Mafia, tant que les personnes dont nous discuterions resteront actives sur la scène politique. »
Aux élections européennes du 18 juin 1989, tête de liste de la DC, Lima est celui qui recueille le plus de suffrages à Palerme (77 817 voix) mais il perd 15 000 voix dans la province de Palerme, dépassé de 60000 voix par Calogero Lo Giudice et de 45 000 de plus que le sarde Felipe Contu.  
La cour de cassation italienne a établi, en octobre 2004, que Giulio Andreotti avait eu des « liens amicaux et même directs » avec les meneurs de la branche la plus « modérée » de Cosa Nostra, Stefano Bontate et Gaetano Badalamenti, favorisés par la relation entre eux et Salvo Lima.

### L’assassinat par la Mafia
Le 12 mars 1992, Salvo Lima, alors âgé de 64 ans, quitte sa villa de Mondello lorsque son véhicule est la cible de coups de feu tirés par un tueur sur une moto. Son chauffeur est obligé de s’arrêter brutalement un peu plus loin à cause du trafic. Lima se rue alors hors de la voiture et tente de fuir, mais l’assassin, descendu de la moto, lui tire dessus dans le dos, s’approche de lui pour l’achever d’une balle dans la nuque avant de disparaître en vitesse. 
Cet assassinat a eu lieu trois semaines avant les élections générales italiennes de 1992, qui ont été un moment critique dans la vie politique italienne, peu après le déclenchement du scandale Tangentopoli qui a abouti à l'opération Mains propres. Il représente un tournant dans les relations entre la Mafia et ses politiciens référents. Les mafiosi se sont sentis trahis par Lima et Andreotti. Selon eux, les deux politiciens avaient échoué à bloquer la confirmation des sentences du Maxi-Procès de Palerme par la Cour de cassation en janvier 1992, ce qui avait consacré le théorème de Buscetta, selon lequel Cosa Nostra est une organisation hiérarchisée gouvernée par une Commission (la Cupola), ce qui impliquait que ses dirigeants pouvaient être tenus pour responsables des crimes commis au nom de l’organisation.
La Mafia comptait sur Lima et Andreotti pour confier la révision des sentences au juge Corrado Carnevale. Ce dernier, surnommé « l’ammazza-sentenze » (le tueur de sentences), avait déjà annulé plusieurs condamnations de mafiosi sur la base de vices de procédures. Carnevale avait toutefois dû se retirer à cause des pressions de l’opinion publique et de Giovanni Falcone qui avait entre-temps été muté au ministère de la Justice. Falcone était soutenu par le ministre de la Justice et vice-président du Parti socialiste italien, Claudio Martelli, bien que ce dernier ait été nommé dans le gouvernement Andreotti. 
Plusieurs chefs de la Mafia ont été condamnés à la prison à perpétuité, et Cosa Nostra a réagi violemment. En plus de Lima en mars 1992, les tueurs de la Mafia ont assassiné Giovanni Falcone en faisant exploser sa voiture avec sa femme et ses gardes du corps en mai. En juillet, une seconde explosion tua son collègue Paolo Borsellino. En septembre, la Mafia a assassiné Ignazio Salvo, l’homme d’affaires influent de la Mafia, qui était un proche de Lima. 
Tommaso Buscetta, incité par les morts de Falcone et Borsellino, a décidé de rompre son silence sur les liens entre politique et Cosa Nostra. Il a ainsi reconnu qu’il avait connu Lima à la fin des années 1950. Le 16 novembre 1992, Buscetta a témoigné devant la Commission antimafia du Parlement, présidée par le sénateur Luciano Volante, sur les liens entre Cosa Nostra, Salvo Lima et Giulio Andreotti. Il a indiqué que Salvo Lima était le contact de la Mafia dans la politique italienne. « Salvo Lima était, en fait, le politicien vers qui Cosa Nostra se tournait le plus souvent pour résoudre les problèmes de l’organisation dont la solution résidait à Rome », a-t-il dit. D’autres repentis ont confirmé que Lima était censé « corriger » le dernier jugement en appel du Maxi-Procès avec la Cour de cassation italienne, et qu’il a été tué pour ne pas avoir été capable de le faire. 
« Je savais que pour n’importe quel problème requérant une solution à Rome, Lima était l’homme à qui nous nous adressions », a déclaré le pentito Gaspare Mutolo. « Lima a été tué parce qu’il n’a pas voulu ou n’a pas pu tenir les engagements qu’il avait faits à Palerme (...). Le verdict de la Cour de cassation a été un désastre. Après le verdict de la Cour de cassation, nous nous sentions perdus. Ce verdict était comme une dose de poison pour les mafiosi, qui se sont sentis comme des animaux blessés. C’est pourquoi ils ont commis les massacres. Quelque chose était arrivé. J’ai été surpris quand des personnes qui avaient une peine de prison de huit ans à effectuer ont commencé à se livrer. Ensuite, ils ont tué Lima et j’ai compris. ». Selon Mutolo, « Lima a été tué parce qu’il était le plus grand symbole de cette partie du monde politique qui, après avoir accordé des faveurs à Cosa Nostra en échange de ses votes, n’était plus capable de protéger les intérêts de l’organisation au moment de son procès le plus important. ».

## Héritage
La plupart des sources considèrent les allégations des liens entre Lima et la Mafia comme vraies, bien qu’il doive être précisé qu’il n’a jamais été formellement inculpé et encore moins condamné par rapport à ces allégations. En 1993, la Commission antimafia a conclu qu’il y avait de sérieuses indications sur les relations entre Lima et des membres de Cosa Nostra.
« Lima est devenu le prisonnier d’un système », selon le pentito Leonardo Messina. « Avant cette dernière génération, être un ami d’un mafioso était simple pour n’importe qui... C’était un grand honneur pour un mafioso d’avoir un député à un mariage ou un baptême... Quand un mafioso voyait un élu parlementaire, il enlevait son chapeau et lui offrait un siège. » Avec la prise de pouvoir au sein de la Mafia des Corleonesi, cela a changé profondément.
En juillet 1998, un certain nombre de mafiosi influents, dont le chef des Corleonesi Salvatore Riina et Giuseppe Calò, ont été condamnés pour avoir commandité l’assassinat de Lima. En avril 2001, la Cour de cassation a confirmé la sentence de Riina et celle de certains des tueurs, mais n’a pas confirmé les sentences des autres membres de la Commission de la Mafia, car leurs responsabilités individuelles ne pouvaient pas être établies sur cette affaire, contredisant donc le théorème de Buscetta.